# イツザイ
『イツザイ』 (ITSUZAI) は、2007年10月20日から2009年9月26日まで、テレビ東京ほかで放送されていたオーディション番組。副名称は「最速オーディションドキュメントSHOW」である。

## 概要
これまで、この番組を放送する以前はアニメ枠だったが、この番組から24:55 - 25:25枠における「テレ土」（2009年4月4日からは「バラエティ7」）の第1部となった。同時間枠のバラエティ番組は2001年3月に『ソングラ』が終了して以来6年半ぶりとなる。
番組内で行われるオーディションは、事前に番組ホームページで募集告知を行い、それから数々の課題を経て最終選考者を主に視聴者から携帯電話によって投票し、次回の放送で合格者を発表するシステムである（2007年12月29日の生放送スペシャルは放送中に投票して合格者を発表する形態だった）。だが、後にこのシステムを取り止め、最終審査で最終合格者を決定する形態になって来ていた。
それだけでなく、オーディションで合格した人の素顔に密着するシーンも放送された。
この番組の題字は、ミュージシャンの山下達郎が担当しており、金の卵が付けられていた。
なお、この番組はテレビ東京系列の深夜番組で唯一、データ放送を行っていた。
前述のとおり、2009年9月26日で番組は終了し、10月5日より番組名を『イツザイS（セカンド）』としてリニューアルされた。また、「バラエティ7」土曜1部における後番組は土曜22時55分から移動した『音楽ば〜か』になったものの、『音楽ば〜か』の終了と同時に「バラエティ7」土曜1部枠自体が廃止された。

## 出演

### 司会者
- 沢村一樹
  - 2009年1月31日と2月7日の放送では、沢村の代替としてよゐこの有野晋哉が務めた（沢村がパリコレに出席のため）。また、3月14日と21日の放送ではTKOが（沢村が運転免許更新と授業参観のため）、インディーズ芸人オーディションでは代替としてデンジャラスのノッチ（オバマ大統領のものまね）がそれぞれ務めた。
- 濱口優（よゐこ）
  - 2007年12月8日の放送では、濱口の代替として岡田圭右が務めた。
- マリエ

### ナレーター
- 蒲田健
  - 2007年11月10日の「番組ナレーターオーディション」によって選ばれた（募集は番組開始時から実施）。
  - 番組開始から2007年11月3日までは、テレビ東京アナウンサーの高蝶恵介（当時）が臨時でナレーターを務めていた。

### レポーター（コーナー司会）
- 木下隆行、木本武宏（TKO）
  - インディーズ芸人オーディションでは、上記2人がコンビで司会を務めている。
  - 木下はイケメンバンドオーディションの時に「イケメンバンド兄貴分」と紹介されていたが、バンド名が「HI LOKATION MARKETS」に決定した後は「ハイロケ兄貴分」として紹介されている。また、アニメエンディング曲オーディションではこれに加えて木本が「SQUAREHOOD」のリポーターを務めていた。

## エピソード
- 初回放送時は、『JAPAN COUNTDOWN』からのステーションブレイク内で新垣結衣のインタビューが放送された。また、番組中はワーナーミュージック・ジャパンが提供スポンサーとなっていた。また、一度も実施されなかったオーディションの募集告知が初回放送中に行われていた。
- 放送開始からしばらくの間、濱口優やマリエの衣装を視聴者からの投票によって決めるという企画が行われた。
- 新垣結衣の曲の一つ「そら」のプロモーションビデオ共演者オーディションで木下隆行 (TKO) が落選していたが、木下は途中から日産CUBE CMソングアーティストオーディションやイケメンバンドオーディションの緊急レポーターを務めるようになった。また、同オーディションの合格者となったザブングルの加藤歩は後にジェイムス・ブラントのプロモーションビデオ主演女優オーディションの緊急レポーターを務める様になった。
- 大食いクィーンオーディションの合格者である高橋侑子（キティ高橋）は、2008年1月5日に放送された「元祖!大食い王決定戦 全国縦断新人王発掘戦」で盛岡・金沢・愛媛・福岡の各代表と都内でラーメン大食い対決に挑戦したが、結果は8杯で5人中4位だった（優勝は福岡代表）。また、同オーディションの落選者1人は後にジェイムス・ブラントのプロモーションビデオ共演者オーディションに参加していた。
- 日産CUBE CMソングアーティストオーディションは、最終選考直前に応募者が製作した曲を番組ホームページで紹介し、2007年12月29日の生放送スペシャルで最終選考に残った3組が歌を披露した。
- ジェイムス・ブラントのプロモーションビデオ主演女優オーディションでは最終選考に4名が選ばれたが、投票の結果2名が同じ最多の投票数を獲得したため、2008年2月9日の放送でジェイムス・ブラント本人が合格者を決定した。なお、同オーディションはGatas Brilhantes H.P.のメンバーである深谷愛も参加していた。
- イケメンバンドオーディションでは、次の出来事があった。
  - 2008年2月23日に放送された合宿シーンでは、木下の他に城咲仁を特別講師に迎えられた。
  - 同年4月12日にはボーカル候補の人気投票が行われた。
  - 同年5月17日に放送されたボーカル最終審査は、SHIBUYA BOXXでライブ形式によって行われた（開催日は同月5日）。
  - 同年5月24日にメンバーがスタジオに出演し、バンド名が「HI LOCKATION MARKETS」に決定した。この時にフロー・ライダー女性バックダンサーオーディションにも出演していた。
  - デビューするには、デビュー曲の「今 吹く風」で10万件のダウンロードという目標を達成しなければならなかったため、同年6月1日から28日までダウンロード期間を設定すると共にアクアシティお台場などでの街頭ライブやメンバーの名刺配布活動を行った。
  - 同年7月5日の放送では、6月29日にアクアシティお台場で開催されたライブ前のダウンロード結果発表で198,001件というダウンロードを記録し、見事デビューを果たした。
  - HI LOCKATION MARKETSとオーディションファイナリスト大園浩平と鈴木敏浩が組んだユニットcolor of Lifeが代々木公園野外音楽堂にて同じイベントに出演している。
- 2008年3月22日から4月19日までは、「それぞれのFIND MY WAY」といったプロモーションビデオ制作企画が行われた（全4回）。なお、最終回の4月19日にはTKOが出演した。
- 「歌えて演技も出来る女の子オーディション」では、有吉弘行と長澤雅彦を進行役に迎えた。また、2008年7月12日のエチュード審査ではみっちーと出川哲朗をゲストに迎えた（出川は8月2日の最終審査にも出演）。
- 「イケメンを抱きしめたいドS女優オーディション」でも有吉弘行を進行役に迎えたが、2008年9月6日と13日の第2次審査ではデンジャラスのノッチ、東京03の角田晃広、キングオブコメディの今野浩喜、20日の最終審査では中山エミリと水谷百輔をゲストに迎えた。
- 「DHCイメージガールオーディション」では、2008年12月20日の放送で最終審査としてよゐこの有野晋哉とのデート審査が上野公園にて行われた。
- 2009年2月14日の放送では、地上デジタル推進大使のテレビ東京アナウンサー・森本智子が出演し、地上デジタルテレビジョン放送についての説明を行った。
- 「LUXビューティーオーディション」では、マリエと高倉文太を進行役に迎えた。
- アニメエンディング曲オーディションでは、HI LOCKATION MARKETSとSQUAREHOODがTKOをリポーターに招くと共に、それぞれのバンドの楽曲（タビビト・オレンジDays）のダウンロード配信を実施した。また、途中で行った野球3番勝負と体力・知力・根性3番勝負では、勝ったバンドのみが楽曲を流すシステムを採った。
- 2009年9月5日に開催された「東京ガールズコレクション」で番組特設ブースが設けられ、TKOがマリエデザインのアクセサリーとエコバッグを販売した。番組終了後もしばらくの間販売が行われている。
- 2009年9月26日は「100回記念スペシャル」として放送された。番組の後半で「100回記念だよ 全員集合!」という特別企画が放送され、TKOとインディーズ芸人選抜メンバーがスタジオに集合すると共に、歴代の主なオーディション合格者からのVTRによるメッセージが紹介された。この回が番組終了の回であったので、最後に司会者がスタジオから去るシーンが放送された。

## オーディションによって選ばれた合格者
（カッコ内は合格者決定放送日）
- 新垣結衣プロモーションビデオ共演者オーディション - 加藤歩（ザブングル）（2007年11月3日）
- SPA!グラビアモデルオーディション - 芳井ちはる（2007年11月10日）
- 大食いクィーン - 高橋侑子（キティ高橋）（2007年12月22日）
- 日産CUBE CMソングアーティストオーディション - HARU（2007年12月29日）
  - 2008年2月9日の放送でゲスト出演した。ダニエル・パウターとのコラボレーションによって「FIND MY WAY」を発表し、日産CUBEの4代目コラボレーションCMソングに採用された。同曲は同日から6月29日まで番組内でCMを放送し、同月16日から5月17日までエンディングテーマに使用し、翌3月12日に発売された。なお、2月23日に初公開されたプロモーションビデオにはTKOの木下隆行が出演していた。さらに3月8日の放送でもゲスト出演したが、この日はアコースティックバージョンの歌を披露した。
- 沢村一樹おっぱいモデルオーディション - まお（同上）
  - 2007年12月29日の生放送スペシャルでゲスト出演した。
- キラキラな女子高生オーディション - 永瀬麻帆（2008年1月26日）
  - 2008年2月27日に発売されたCD「ハイスピード キラキラJK」のジャケットに起用された。
- ジェイムス・ブラントプロモーションビデオ主演女優オーディション - 松井咲枝（2008年2月9日）
  - 2008年3月1日の放送でプロモーションビデオを地上波テレビで初公開した。
- sabraグラビアプロデュース - 桃瀬麻美（2008年2月16日）
  - 司会者3人によって選ばれた。その後のグラビアポーズでは司会者3人の案を投票し、結果沢村案が採用された。
- クラシエ「いち髪」CM女優オーディション - 深澤しほ（2008年5月10日）
  - 2008年5月31日と6月7日に番組内でCMを流した。この合格者は「ご当地限定『いち髪な人』キャンペーン」の第1期関東「いち髪な人」として出演している。なお、CMの最後に監督を務めたよゐこの有野晋哉が映っている。
  - 2008年11月29日にも番組内でCMを流したが、ここではインディーズ芸人オーディションで数回受けている杉山えいじ（おっぱい先生、現・スギちゃん）が弁当屋に扮して出演している。
  - CMソングにはHARUが歌っている。
- イケメンバンド (HI LOCKATION MARKETS) - ベース：山本弓彦、ドラム：イルマスエンデール玲（以上2008年3月15日）、ギター：土屋浩一（同月22日）、キーボード：丸田健太郎（同年5月10日）、ボーカル：大城正志（同月17日）
  - ボーカルは再募集組から、キーボードはボーカル落選者からそれぞれ選ばれた。
  - 前述の通り、198,001件のダウンロードがあった「今 吹く風」でデビューした。なお、同曲は5月24日からしばらくエンディングテーマとして使用した。
  - 2008年7月12日にデビュー後初めてゲスト出演した。その後も時々ゲスト出演している。
  - 2009年1月10日は、ほとんどの放送でデビューまでの軌跡を取り上げた（2008年3月30日にもオーディションの途中経過の軌跡を放送していた）。
  - 2009年8月22日には、「テレ遊びパフォー!」での音楽コラボレーションで、植田真梨恵とのコラボレーション楽曲を提供するシーンが放送された。その後、「パフォー×イツザイ コラボスペシャル」（後述）の合間に楽曲の一部分が放送された。
  - 一時期にメンバーの電子写真集を公式ホームページで配信していた。
- フロー・ライダー女性バックダンサーオーディション - 宮間・AYA・MIT$UKI・LiSa（2008年5月24日）
  - 2008年5月31日にさいたまスーパーアリーナで開催されたMTV MUSIC AWARDS 2008に出演し、6月7日に密着シーンを放送した。
  - 2008年9月13日の「あのイツザイは今?」にも出演した。
- auケータイドラマ 歌えて演技も出来る女の子オーディション - 石橋菜津美（2008年8月9日）
  - 映画『天国はまだ遠く』（加藤ローサ主演）のスピンオフドラマ「わたしが死んでも世界は動く」（全編携帯電話のカメラ機能で撮影され、「au oneドラマ」で全10話配信）に出演すると共に、同ドラマのイメージソング「air bird」も担当している。なお、同ドラマには落選者の渡瀬悠衣も出演している。
  - 2008年11月8日（同映画公開日）・15日にも加藤ローサと共に出演している。
  - 鶴の曲「桜」のプロモーションビデオにも出演している。
  - 2009年2月28日から4月18日までは「学校の怖い話」の主演も務めた。
- イケメンを抱きしめたいドS女優オーディション - 石川季子（2008年9月20日）
  - テレビ東京系列で放送されたLドラ「Cafe吉祥寺で」に出演した。なお、2008年11月22日には出演に先駆けて役の見どころが放送された。
  - このオーディションには、川口りさ、西田美歩、嵐優子、朝倉みず希、茶乃らも出場した。
- 「DHCイメージガールオーディション」 - 大石きよ（2008年12月20日）
  - 2008年12月23日に行われた本選（2009年1月10日放送）に参加したが、結局南波映里がグランプリを受賞した。
  - このオーディションには、タレントなどでは深山ジュン、関口帆香、堀澤かずみ、高橋由衣、板橋瞳（歌えて演技も出来る女の子オーディション以来2度目の参加）、芹那、伊藤梨花子、気象予報士の内藤聡子、お笑い芸人からは塩河美穂（たいこBAN）や坂崎愛（ヤンキーフォー）などが参加している。
- 「LUXビューティーオーディション」 - 坂口理香、保里佐和、三浦絵美（2009年5月2日）
  - 2009年5月4日から6月29日までテレビ東京系列で「和風総本家」の後に放送されたミニインフォマーシャル番組「LUX Channel」のナビゲーターを務めた（番組自体は4月1日から放送）。
  - このオーディションには、タレントの市川円香の他、板橋瞳（歌えて演技も出来る女の子オーディション以来3度目の参加）などが参加している。
  - このオーディションと並行して、LUXのCMも流された。
- 濱口優女芸人プロデュースオーディション - 福田麻衣、相方不在、アイヴィ、リナ・アントワネット、しいたけこ、美留香、マナティ、いちご姫、☆ぴょんぴょん☆（ガッポリ建設メンバー）、W∞アンナ、魔女っこ、牧野ステテコ、村瀬みちゃこ、すずきすずこ、よしはら久恵（2009年6月20日）
  - 番組史上初の全員合格となった。合格後に濱口から「インディーズ芸人オーディションで沢村とマリエがお宝を獲得しなければならない」という課題が与えられた。その合格した芸人が2009年7月25日に初出場した。
  - インディーズ芸人オーディション（後述）で数回受けていた芸人も含まれている。
  - 合格者のうち、すずきすずこは歌手を目指すためにコント立案中に辞退した。
- アニメ「クロスゲーム」エンディング曲オーディション - SQUAREHOOD（2009年6月27日）
  - 番組から誕生したHI LOCKATION MARKETSとダウンロード対決を行った。
  - エンディング曲「オレンジDays」は2009年7月から同番組のエンディングで使われている。また、この番組でも6月27日から9月19日までエンディング曲として流していた。
  - 2009年8月2日にデビュー後初めてゲスト出演し、「オレンジDays」も披露した。
- ワーナーミュージック・ジャパンが発掘する女性ボーカルオーディション - 小川千晶（2009年9月26日）
  - このオーディションには、シンガーソングライターのcapo、タレントの小嶺里桜と長谷川唯、モデルの野村寛菜の他、濱口プロデュース女芸人のぴょん♪みちゃらが出場していた。
  - 最終決定は渋谷のライブハウスで最終選考者3人の課題曲を歌唱し、渡邉睦月によるスタジオでの合格者の発表を行った。

### 合格者未決定のオーディション
- 「ハッスル 第2のインリン様オーディション」
  - 元・AV女優の長澤つぐみや、グラビアアイドルでプロレスラーの安藤あいか、高松知美、美月あかり、憂季、BURN、ミドリちゃん、蓬莱沙織、小林まり枝、またインディーズ芸人オーディションで数回受けている牧野ステテコなどが参加していた。
  - 2008年11月22日の放送では、栃木県宇都宮市内で開催されたハッスルの試合観戦前に体力審査とマイクパフォーマンス審査が行われた。
  - 2009年1月17日の放送で、後楽園ホールで行われたハッスルの試合の中で高田総統が最終選考に残った5人（長澤・蓬莱・憂季・小林・美月）に「イツザイのイの字も無い」等の散々なダメ出しの挙句、「全員失格だよ！」と宣告。合格者未決定のままオーディションを終了させてしまった。
  - オーディションが終了してからも、美月はインディーズ芸人オーディションに「M」として数回受けている。

## インディーズ芸人オーディション
- 2008年8月16日から放送。このコーナーは、通常は毎回5〜9組程度のインディーズお笑い芸人・ユニットを集めている。このコーナーの『INDIES GEININ』のロゴは、映画のインディ・ジョーンズ シリーズのタイトルロゴを模したものであり、音楽もこの映画のテーマ曲をそのまま使用している。また、進行役を務めるTKOの木下・木本の2人も探検家のような衣装で出演。なお、このコーナーでも出場する芸人にはキャッチコピーが付いている他、人気投票も行われている。
  - その中で、「おっぱい先生」のキャッチコピーを持つ杉山えいじは最多出場ながら出場9回目までは「お宝」に認定されて動画配信されたことは一度もなかったが、11月8日放送の回で出場10回目にして初めてお宝に認定された。ただ、この回のネタが本人曰く「失敗ネタ」だったために本人は困惑していた。また、ガッポリ建設一門の弟子は3人全員（魔法使い太郎ちゃん・ポンちゃん人形・☆ぴょんぴょん☆）が出場した他、メンバーの室田稔の妻も10月4日に出場、ガッポリ建設自らも同月11日に初出場（初出場時は「ミノ アンド トシ」名義）した。
  - 同月18日が初出場の高倉文太はデンジャラスのノッチではないかという指摘があったが、本人からの明言は特になかった。
  - 2008年9月27日・10月4日、及び2009年1月24日・31日・2月7日・21日はほぼ全編がこのコーナーで放送された。そのため、出場した芸人も8〜9組と多めだった。また、2008年9月27日の放送では最後にマリエのコントが放送された。
  - 2008年12月27日に放送された「イツザイ祭'08」ではほとんどがインディーズ芸人グランプリとして放送された。審査員は、イツザイのレギュラー3人の他、ゲスト審査員として「歌えて演技も出来る女の子オーディション」合格者の石橋菜津美とよゐこの有野晋哉が務めた。ここでは前述のポイント加算システムによって選ばれた上位10組と敗者復活の1組による合計11組の予選を行い、審査員が採点して上位3組を決勝に進むシステムを採った。なお、グランプリ発表の直前にTKOによるエキシビジョンコントが放送された。
  - 2009年2月14日は「女芸人スペシャル」として放送した。この放送で「ハッスル 第2のインリン様オーディション」を受けていた美月あかりが「M」として初出場した。また、唯一の男性出場者として杉山えいじが出場した。
  - 2009年2月21日は「ダンサー&シンガースペシャル」として放送した。
  - 杉山えいじは、2009年春から楽曲「スクール・オブ・おっぱい」（おっぱい先生名義）を着うたで配信している。また、同年4月4日から6月20日まで番組のエンディングテーマ曲に使われていた。
  - 2009年7月4日は、番組の前半で6月26日にマイケル・ジャクソンが死去したのを受け、追悼企画として「マイコーりょう」特集が組まれた。マイコーの初出場時からマイケル・ジャクソン死去前に収録された最新コントまでが放送された。そして、8月8日の放送でマイコーが出場後、ロサンゼルス滞在記が放送され、マイコー本人もゲスト出演した。
  - 2009年7月11日の放送で、テリー伊藤が司会を務めるNHK総合テレビのバラエティ番組「テレ遊びパフォー!」から発掘した芸人とこの番組のインディーズ芸人オーディションに出場した芸人との対決構想があり、司会者はそれを拒否していたが、同月18日の放送で対決構想が実現し、8月2日の放送で「テレ遊びパフォー!」から2組の芸人が出場すると共に、テリー伊藤も「ミスターT」としてNHKアナウンサーの小林千恵と共にゲストで出演した。
    - 9月5日に「テレ遊びパフォー!」で発掘した芸人との5番勝負企画に出場する芸人が発表され、satomi・永野・マイコーりょう・デイエノボルと濱口プロデュースのアイヴィの5組、及び補欠メンバーの杉山えいじ・バイきんぐ・濱口プロデュース女芸人メンバーが出場した。同月12日に「パフォー×イツザイ コラボスペシャル」として放送されたが、補欠メンバーのうちバイきんぐが所用のためベルセルク三好が代理を務めた他、濱口プロデュース女芸人メンバーも大部分が欠席した。出場前にメンバー全員でNHKスタジオパークを見学した。

  - 2009年7月25日は「濱口優プロデュース女芸人スペシャル」として放送した。出場したのは4組で、その後にも濱口優プロデュース以外の1組の芸人が出場した。それ以降も濱口優プロデュースの芸人が出場している（テロップでは「濱口プロデュース №00○」と出る）。
  - 2009年8月15日は「インディーズ芸人オーディション 夏祭り」として放送した。
  - 2009年9月26日の「100回記念だよ 全員集合!」では選抜メンバーがTKOと共にゲスト出演した。番組最後の終了発表の後にマイコーりょうが「崖の上のポニョ」を歌唱した。
  - 他のオーディション企画の放送が2、3本入った事もあり、2009年5月2日・9日・23日・6月13日の様にライバル対決1カードのみの放送となった事があったり、5月30日の様に2組のみの放送となった事があった。このうち、5月9日と6月6日の放送では山上兄弟が出演していた（対戦相手は前者がキャラメルマシーン、後者がデイエノボルだった。）。
- なお『インディーズ芸人オーディション』は後継番組『イツザイS』でも構成を変えて引き続き行われることとなった。また、本番組に出演したインディーズ芸人たちも、イツザイSの企画（体力測定オーディションなど）において出演している。

### ルールの変遷
- 2008年12月20日までは出場するユニットが出すコントの評価を司会者の3人が「お宝」か「ガラクタ」の札で判定するシステムになっていた。「お宝」が2枚以上上がるとお宝に認定され、コントの映像が携帯動画として配信された。また、11月1日からはお宝の認定時にポイントが加算されるシステムを導入する事により、同年12月27日放送の年末スペシャル出場ユニットを決定した。
- 2009年1月17日からは前述のポイント加算システムが導入された。司会の3人が1〜10点の持ち点で審査され、合計獲得ポイントの一番高かった芸人のネタのみが携帯動画で配信されるという形に変更となった。
  - 1月24日は獲得ポイントが一番高かったマイコーりょうが携帯動画配信の対象となったが、ネタ中に使用した曲[2] の使用許可が下りなかったため、結局配信不可能となった。また、2月7日にもセクシー寄席が携帯動画配信の対象となったが、こちらもネタ中に使用した曲[3] の著作権の理由から配信不可能となった。さらに、同月21日でも先述の2組が携帯動画配信対象となったにも拘らず、前回と同様の理由で配信不可能となった。

### ライバル対決
- 2009年3月7日から「ライバル対決」の企画が行われており、上がった札の多かった芸人が携帯動画配信対象となっている。なお、同日のダンス対決の勝者だったマイコーりょうは著作権の関係でメッセージだけの配信となった。また、同月14日は途中でインディーズ芸人DVDのイベントの模様が放送された（それ以外にも放送された回あり）。
- 2009年3月21日からは、ライバル対決と合わせて初出場芸人のパートが設けられるという構成となり、この日から2008年12月まで使われていた「お宝」「ガラクタ」の札が復活した。なお、3月21日の放送では、影武者Xに3人共お宝の札が上がり携帯動画配信の対象となったが、著作権の関係でメッセージだけの配信となった。なお、5月からは単独で再出演の芸人にも「お宝」「ガラクタ」判定が入る様になった。ただ、放送時間の関係で対決が1カードのみとなったり、初出場芸人パートがなくなるなどの事もあった。
- ライバル対決は2009年6月20日が最後となり、その後は再び1組毎に「お宝」「ガラクタ」判定を行うというシステムに戻った。

## 各地のネット局
| 放送対象地域 | 放送局       | 系列           | 放送日時                 | 備考       |
| ------------ | ------------ | -------------- | ------------------------ | ---------- |
| 関東広域圏   | テレビ東京   | テレビ東京系列 | 土曜 24時55分 - 25時25分 | 制作局     |
| 福岡県       | TVQ九州放送  | テレビ東京系列 | 土曜 24時55分 - 25時25分 | 同時ネット |
| 北海道       | テレビ北海道 | テレビ東京系列 | 火曜 25時00分 - 25時30分 | 3日遅れ    |
| 愛知県       | テレビ愛知   | テレビ東京系列 | 土曜 25時45分 - 26時15分 | 7日遅れ    |
| 愛媛県       | テレビ愛媛   | フジテレビ系列 | 火曜 24時35分 - 25時05分 |            |
| 長野県       | テレビ信州   | 日本テレビ系列 | 月曜 24時59分 - 25時29分 |            |
| 新潟県       | テレビ新潟   | 日本テレビ系列 | 月曜 24時59分 - 25時29分 |            |
| 岩手県       | IBC岩手放送  | TBS系列        | 木曜 24時29分 - 24時59分 |            |
| 三重県       | 三重テレビ   | 独立UHF局      | 金曜 26時20分 - 26時50分 |            |

備考
- 2007年12月29日は、24時30分から25時30分まで初の拡大スペシャルで、且つ生放送が行われた。この回のみハイビジョン制作（現在は無表示）のマークが番組冒頭に表示された。
- テレビ北海道では2008年10月7日、テレビ愛媛では2009年4月7日、テレビ信州とテレビ新潟では同月、IBC岩手放送では同年7月2日、テレビ愛知では同月11日、三重テレビでは同月17日より放送開始。
- 他のTXN系列2局（テレビ大阪・テレビせとうち）及びBSジャパンでは未放送だった。
- 当番組をネットしていた局のうち、テレビ東京・テレビ愛知・IBC岩手放送では後継番組である『イツザイS』もネットしていた（テレビ愛知は2010年4月に打ち切り）。

## その他
- テレビ東京では、この番組と次番組の『やりすぎコージー』（2008年10月からゴールデンに昇格）→『アリケン』、その次の番組の『本番で〜す!』→『FUJIWARAのありがたいと思えッ!』を合わせて土曜日の『テレ土』→『バラエティ7』という番組レーベルを構成していた。なお、『テレ土』→『バラエティ7』を通して、直後番組である『やりすぎコージー』→『アリケン』の5秒予告は放送されていなかった。
- 2008年5月半ば頃からしばらくの間、濱口優と木下隆行の番組オリジナルデコメを公式ホームページで販売していた。
- 2008年12月22日に番組のイベント「イツザイ祭'08」が開催された。この模様はテレビ東京とTVQ九州放送で同月27日の24時25分から放送された。

## 主なスタッフ
- 構成：鈴木おさむ、堀田延、酒井健作、松田幸三、安部裕之
- TD：前進（テレビ東京）
- CAM：藤本茂樹
- VE：鳥飼雄一（テレビ東京）
- 音声：窪田佳光
- 照明：水野暁夫
- デザイン：薬王寺哲朗
- 美術進行：小野静菜
- タイトルCG：神保宏房
- 編集：中村友哉
- MA：船木優
- 音効：田村彩
- 協力：テレビ東京アート、テクノマックス、e-naスタジオ、サウンドエッグノッグ、サンフォニックス
- HP制作：伊藤歩・長岡洋晃（共にテレビ東京ブロードバンド）
- 事務局：小林初美・清水美加（共にテレビ東京）
- 編成：今井豪（テレビ東京）
- 番宣：岡仁（テレビ東京）
- デスク：岡本奈津希（テレビ東京）
- AP：園畑将基、原田このみ
- ディレクター：飯島冬貴、木原猛、板垣忠彦、久野和洋、常盤俊郎
- 演出：長尾真
- プロデューサー：井関勇人（2008年4月～2009年9月）、松澤潤（2007年10月～2008年3月）、小西寛
- 制作協力：ケイマックス
- 製作著作：テレビ東京